# Національний парк Дадія-Лефкімі-Суфліон
Національний парк Дадія-Лефкімі-Суфліон (Εθνικό Πάρκο Δάσους Δαδιάς-Λευκίμμης-Σουφλίου grc.) розташований в центральній частині Європи і займає площу в 428 км², з яких 72,9 км² знаходяться під суворою охороною. У 1970 році європейські вчені визнали цінність лісу Дадія, і в 1980 році територія почала охоронятися, а з 2006 року вона характеризується як Національний парк. В даний час парк є одним з небагатьох місць гніздування хижих птахів в Європі1.

## Клімат
Клімат середземноморський з континентальними зимами, які спричинені північними вітрами. У середньому річна кількість опадів досягає 732 мм (максимальна в грудні, мінімальна – в серпні). У середньому річна температура коливається від 13,7 до 15 °C. Кількість сніжних днів на рік складає від 8,7 до 13,6 (найбільша в січні).

## Геологія
У цьому районі зустрічаються вулканічні породи, багаті мінерали, а також неогенові утворення з четвертинними відкладеннями. Регіон розділений на дві основні геологічні зони: північна зона, де переважають офіолітові комплекси третього ступеня, які зазнали інтенсивної ерозії й утворили м'який рельєф, і південна зона, де з'являються палеогенові вулканічні й осадкові породи, що формують складний ландшафт зі скелястими оголеннями. Місцевість характеризується сукупністю малих і великих долин, пологих і крутих схилів, а також різноманітною гідрографічною мережею з невеликими й великими струмками. Найвища вершина національного парку — Капсало на висоті 620 метрів.

## Флора
Рослинність, в основному, складається з чорної сосни (Pinus nigra) і турецької сосни (Pinus brutia), змішаної з дубами (Quercus spp.), іншими листяними видами, а також з маквісовими чагарниками. Склерофільні чагарники, такі як грецьке суничне дерево (Arbutus adrachne), філлірея (Phillyrea latifolia), еріка деревоподібна (Erica arborea) і критська кам'яна троянда (Cistus creticus) переважно зустрічаються в південно-західній частині. Що стосується прибережної рослинності, то звичайна чорна вільха (Alnus glutinosa) домінує на більшості ділянок, у той час, як в інших виділяються верба (Salix spp.), чорна тополя (Populus nigra) і тамарикс (Tamarix spp.).
Нині в національному парку зареєстровано 360-400 видів рослин. Серед них ми знаходимо два види ендемічних для Греції (Minuartia greuteriana і Onosma kittanae), а також три рідкісних види (Cephalanthera epipactoides, Salix xanthicolakai Zygophyllum album). Двадцять дев'ять видів рослин знаходяться під охороною, а також 25 видів орхідей і Eriolobus trilobatus — рідкісний вид дикої яблуні з дуже вузьким поширенням.

## Фауна

### Птахи
Національний парк відомий в усьому світі своєю різноманітністю хижих птахів, оскільки тут спостерігалися 36 з 38 видів європейських добових хижих птахів. Що особливо вражає, так це співіснування 3 з 4 видів європейських грифів: чорний гриф (Aegypius monachus), єгипетський гриф (Neophron percnopterus) і гриф білоголовий (Gyps fulvus). Тут також спостерігалося близько 166 інших видів птахів, два з яких були охарактеризовані як «зникаючі» в Греції: чорний лелека (Ciconia nigra) і сіра куріпка (Perdix perdix). А ще 10 видів «знаходяться під загрозою зникнення», а 5 — є «уразливими». Присутність чорного лелеки особливо важлива, тому що 30-35 пар, що гніздяться в цьому районі, становлять значну частину зникаючого виду. Розмножуються в Греції.

### Ссавці
Національний парк містить близько 60-65 видів ссавців. Серед найбільш неперевершених — косуля (Capreolus capreolus), яку, якщо пощастить, можна зустріти в лісі. Не менш неперевершеною є видра (Lutra lutra), яка зустрічається, в основному, вздовж струмків, а також вовк (Canis lupus), дика кішка (Felis silvestris), дикий кабан (Sus scrofa), кам'яна куниця (Martes foina), лисиця (Mustela nivalis) і борсук. Крім великих ссавців, тут є багато дрібних гризунів, які є дуже важливими, оскільки вони є основним джерелом їжі для хижих птахів. Примітна також наявність 24 видів кажанів.

### Рептилії-амфібії
Присутність рептилій і амфібій в національному парку дуже важлива, тому що вони є основним джерелом їжі для хижих птахів, лелек і чапель у цьому регіоні. Число зареєстрованих видів амфібій складає 13, десять з яких є жабами, включаючи пузату жабу (Bombina bombina), що знаходиться під загрозою через пожежі, в той час, як інші 3 є двома видами тритонів і саламандрою (Salamandra salamandra). Крім того, було зареєстровано 29 видів рептилій, а точніше: чотири види черепах, одинадцять видів ящірок і чотирнадцять видів змій, з яких лише дві гадюки можуть бути небезпечні для людини. Жаби — улюблена їжа лелек, а беркут (Aquila chrysaetos) вважає за краще черепах, Змієїд блакитноногий (Circaetus gallicus).

### Інші види
Тільки кілька досліджень були проведені відносно риб, що зустрічаються в струмках. В цілому було зареєстровано 17 різних видів. Також, знайдено 104 види метеликів.